# Tiz-on Recordz
 (octobre 2010).
Si vous disposez d'ouvrages ou d'articles de référence ou si vous connaissez des sites web de qualité traitant du thème abordé ici, merci de compléter l'article en donnant les références utiles à sa vérifiabilité et en les liant à la section « Notes et références ».
Tiz-on Recordz est un label français de G-funk fondé officiellement en 2004 par les beatmakers: Jack Metzrine et Doctor Frost, tous deux originaires du quartier  Sablon à Metz (MetzSide).
Au fil des années, ils imposent leur univers musical composé de funk, G-funk et talk box joué par Jack Metzrine
Tiz-on Recordz a produit pour des artistes tels que M. Shadow, Foesum, Ray Luv, Mac & A.K.,M. Criminal, South Central Cartel, Digital Underground, Spanky Loco, Dobé As, JLTismé, Westside Cartel, XL Middleton, Prhome…

## Histoire
2004:
-Création de Tiz-on Recordz par les 4 membres d'origine : Jack Metzrine-Awax-Buddy Bud-Doctor Frost
2005 à 2007:
-Tiz-on Recordz place ses premières productions sur divers projets (Italianos Intocables, Keto, Prhome, Ese Grouch…)
2008:
-Tiz-on Recordz sort son 1er album intitulé  Secret Défonce, qui est rapidement un succès grâce à des titres comme « smoking out » (feat Rachid Wallas & TaiPan), « J’veux de la Funk » (Talk Box solo de J.Metzrine) ou encore « Westside G’z » (feat Casual et Raskal).
2009:
-l'effectif du label s'enrichit avec l'arrivée de Faiko (MC) et de Bigg Mozz (manager et talk box player)
2010:
-Tiz-on Recordz sort son 2e Album intitulé Funkaholics qui confirme et installe le label comme étant une valeur sure du G-funk français puis sur le plan international avec des participations d'artistes tel que Money B (Digital Underground), Big Prodeje (South Central Cartel), Dazzle 4 Life, El Kaye, Ace Loc, Dobé As, JLTismé ……
-1ere partie de MC Eiht & OG Daddy V au Menace II Society Tour 2010 à Metz et Nancy
-Lancement d’une gamme de T-Shirts 57 Ridaz basé sur l’artwork du projet Funkaholics réalisé par Mahon (Macia Crew)
-1ere partie de Médine au East Block Party 2010 à Metz
-nouveaux membres: Dogg Spooky et L-Ti intègre officiellement Tiz-on Recordz
2011:
-Tiz-on Recordz sort " Instrumentalz - Made in MetzSide part 1" : compilation regroupant 20 titres en version instrumentale issus des albums Funkaholics, Secret Défonce et de projets annexes
-sortie de la Mixtape de Dogg Spooky : Face Bourée (1er litron)
2012:
-Sortie du EP de Dogg Spooky : Trop Bad
-Lancement de nouveaux modèles de T-Shirts 57 Ridaz réalisé par Doctor Frost
-Tiz-on Recordz sort " Instrumentalz - Made in MetzSide part 2"
2013:
-Sortie du 1er opus de KMA (Kiss My Ass), duo composé de Doctor Frost et Candyman (Baka Sama).
2014:
-Sortie de l'album M-Funk, produit et réalisé par Jack Metzrine avec la participation de Mac & A.K., Ray Luv, Foesum, NX, Doctor Frost, Faiko, Don Cool, Rich E Roll, Mayor, ADM Magma, Candyman, Rachid Wallas & The Fatpack.
2015:
-Sortie du EP : Mexicution - The Lost Chapter, co-produit par Tiz-on Recordz et Tony Beats avec la participation de R.O.M.E, Big Cisco, Freddy G, Grimm et Jack Metzrine
2016:
-Sortie de l'album solo de Doctor Frost : Chambre Froide avec la participation de Dobé As, Faiko, Jack Metzrine, K-Nibal, L-Ti, Dogg Spooky, Paul Blackman, Loco Rodriguez, Candyman, Scoopy Benz & Alpha System
Produit par Doctor Frost, Tony Beats, Jack Metzrine, L-Ti & Apophis Prod
2017:
-Sortie de l'album M-Funk Instrumentalz de Jack Metzrine et de l'album Ride en Enfer de Doctor Frost
2020:
-Sortie de l'album de Doctor Frost : Iceberg Forces
2023:
-Sortie de l'album Tiz-on Recordz - Metzside

## Membres
- Jack Metzrine (Fondateur, Beatmaker, Talk Box player)
- Doctor Frost (Fondateur, Beatmaker, MC)
- Faiko (MC)
- Marginal (Danseur, Chanteur)
- L-Ti (MC, Beatmaker)
- Spooky (MC)
- Bigg Mozz (Manager, Talk Box player)
- M. Greggo (Manager, Photographe)
- Awax (Fondateur, Beatmaker)
- Buddy Bud (Fondateur, Beatmaker)

## Discographie

### Albums
- 2023 - Tiz-on Recordz - Metzside (Format: CD, Vinyle & Digital)
- 2020 - Doctor Frost - Iceberg Forces (Format: Digital)

- 2017- Doctor Frost- Ride en Enfer (Format: Digital)
- 2017- Jack Metzrine- M-Funk Instrumentalz (Format: Digital)
- 2016- Doctor Frost-Chambre Froide (Format: CD & Digital)
- 2015- Mexicution-The Lost Chapter (EP) (Format: Digital)
- 2014- Jack Metzrine- M-Funk (Format: CD & Digital)
- 2013- KMA (Doctor Frost/Candyman)-Kiss My Ass (Format: Digital)
- 2012- Tiz-on Recordz-Instrumentalz "made in MetzSide" : Part 2 (Format: Digital)
- 2012- Dogg Spooky-Trop Bad [EP] (Format: CD-R & Digital)
- 2011- Tiz-on Recordz-Instrumentalz "made in MetzSide" : Part 1 (Format: Digital)
- 2010- Tiz-on Recordz-Funkaholics (Format: CD & Digital)
- 2008- Tiz-on Recordz-Secret Défonce (Format: CD & Digital)

### Mixtape
- 2011- Dogg Spooky : Face Bourré (1er Litron) (Format: CD-R & téléchargement libre)

### Productions et participations
2024 :
- V.A : DJ Gone présente French Geez vol 2

2022 :
- V.A : DJ Gone présente French Geez vol 1

2020 :
- Pash Corleone : Pash Corleone

2019 :
- Baka Sama : Cube

2015 :
- Flendo : Best off
- ADM Magma : West up (maxi single)

2012 :
- Flendo : Talkbox Vibes
- V.A : Joker Brand Europe presents Once Upon a Time in Europe
- Flendo : Original Connexion part 3
- V.A : 57 Inside
- JLTismé : AntholoJee
- Les HellBoyz : C'est Mort
- V.A : Beats du Nord-Est
- V.A : Neighborhood
- V.A : A La Barak vol.3
- Dorsey Sick Joker : Collabo & Inédits

2011 :
- Shotgun : Brown 2 the Bone
- Casomista - Dal Bassofondo
- Compton le french californien : N.S.I
- V.A : Flows du Nord-Est volume 2
- Flendo & Poltergeist : World Ridaz
- JLTismé : Al [in tha] West
- Baka Sama : à l'Ancienne
- Flendo : Barrio tape

2010 :
- M. Criminal : Hood Affiliated 3
- Flendo : Original Connexion part 2
- V.A : A La Barak vol.2 The Family Meal
- V.A : Bandana Music vol.2
- Eyes on the Westside (DVD DGZ productions)
- Roll’K : Labricot

2009 :
- Prhome : El Castigo
- TaiPan : Punchliner mixtape
- M. Criminal : Hood Affiliated 2
- Venom & Sovan : 15 ans de retard
- V.A : Street Kings the mixtape
- V.A : Southside mixtape
- V.A : M. CR presents The new generation of chicano rap
- Sisma X : Assuefazione da G Funk
- JLTismé : JeeFunk Review ( A La Barak vol.1)
- Westside Cartel : Talkbox City
- M. Barbel & Lil AK : West to da Est
- Prhome & Shotgun : West Coast Affiliated
- Chromatiks : à la conquête de l’ouest
- Baka Sama : Opuces

2008 :
- JLTismé : JeeFunk
- Flendo : le son du barrio
- Phrome : Malas Lenguas
- No Way out inc : The New Underground
- Casual : Hood Music
- JLTismé : DJ Ozzir mixtape
- DJ Sianur : California Zoo

2007 :
- XL Middleton : Crown City Radio France Edition
- DJ Enzo : Tuoti a perdere
- Italianos Intocables : Italianos Intocables (version EU & US)
- Flycat : Skill to deal mixtape
- Westside Cartel : Kings from the West
- Westside Cartel : Westside Memories vol.2

2006 :
- Doggmaster : Cockails vol.2
- Ese Grouch : Don’t judge me part 2
- Ketokrim & OG Simpson : Mort sur Beat

2005 :
- Ese Grouch : Don’t judge me (the album)
- Ketokrim : en attendant le vrai